# Уссурийский район
Уссурийский район — административно-территориальная единица и муниципальное образование, существовавшие на территории Приморского края Российской Федерации.
Административный центр — город краевого подчинения Уссурийск — в состав района не входил.
Муниципальное образование было упразднено в 2004 году, административный район в 2006.

## История
4 января 1926 года в составе Владивостокского округа Дальневосточного края был образован Суйфунский район. 13 декабря 1930 года он был упразднён, но 9 апреля 1937 года восстановлен в составе Уссурийской области Дальневосточного края. 31 мая 1937 года был переименован в Ворошиловский район. 21 декабря 1943 года центр района был перенесён из села Борисовка в город Ворошилов.
29 ноября 1957 года был переименован в Славянский район. 1 февраля 1963 года Славянский район был упразднён, а его территория передана в Уссурийский сельский район, который 12 января 1965 года был преобразован в Уссурийский район.
В 2004 году город Уссурийск и Уссурийский район как муниципальные образования были преобразованы в Уссурийский городской округ.
В 2006 году Уссурийский район был упразднён, а его населённые пункты подчинены напрямую администрации города Уссурийска.

## Населённые пункты
В район входили 37 сельских населённых пунктов.
| №  | Населённый пункт   | Тип          |
| -- | ------------------ | ------------ |
| 1  | Алексей-Никольское | село         |
| 2  | Баневурово         | село         |
| 3  | Богатырка          | село         |
| 4  | Боголюбовка        | село         |
| 5  | Борисовка          | село         |
| 6  | Борисовский мост   | село         |
| 7  | Воздвиженка        | село         |
| 8  | Воздвиженский      | ж.д. станция |
| 9  | Глуховка           | село         |
| 10 | Горно-Таёжное      | село         |
| 11 | ДЭУ-196            | село         |
| 12 | Долины             | село         |
| 13 | Дубовый Ключ       | село         |
| 14 | Заречное           | село         |
| 15 | Каймановка         | село         |
| 16 | Каменушка          | село         |
| 17 | Кондратеновка      | село         |
| 18 | Корсаковка         | село         |
| 19 | Корфовка           | село         |
| 20 | Красный Яр         | село         |
| 21 | Кроуновка          | село         |
| 22 | Кугуки             | село         |
| 23 | Лимичёвка          | ж.д. станция |
| 24 | Линевичи           | село         |
| 25 | Монакино           | село         |
| 26 | Николо-Львовское   | село         |
| 27 | Новоникольск       | село         |
| 28 | Партизан           | посёлок      |
| 29 | Пуциловка          | село         |
| 30 | Пушкино            | село         |
| 31 | Раковка            | село         |
| 32 | Степное            | село         |
| 33 | Тимирязевский      | посёлок      |
| 34 | Улитовка           | село         |
| 35 | Утёсное            | село         |
| 36 | Элитное            | село         |
| 37 | Яконовка           | село         |